# Badminton nos Jogos Olímpicos de Verão de 2024 - Simples masculino
O torneio de simples masculino do badminton nos Jogos Olímpicos de Verão de 2024 ocorreu entre 27 de julho e 5 de agosto de 2024 na Porte de La Chapelle Arena, em Paris. Um total de 41 jogadores de 36 Comitês Olímpicos Nacionais (CON) participaram do evento.

## Qualificação
Cada CON poderia inscrever um máximo de dois competidores no torneio de simples masculino, se ambos estivessem entre os 16 melhores no ranking "Race to Paris" da Federação Mundial de Badminton (BWF), caso contrário, enviariam um único jogador até que a lista de trinta e oito fosse completada. Regras adicionais garantiram que representantes de cada uma das cinco zonas continentais (África, Américas, Ásia, Europa e Oceania) fossem inscritos, além de vagas atribuídas pela comissão tripartite para CONs ainda sem competidores classificados.

## Calendário
| G | Fase de grupos | OF | Oitavas de final | QF | Quartas de final | SF | Semifinais | M | Disputas de medalhas |

| 27 jul | 28 jul | 29 jul | 30 jul | 31 jul | 1 ago | 2 ago | 3 ago | 4 ago | 5 ago |
| ------ | ------ | ------ | ------ | ------ | ----- | ----- | ----- | ----- | ----- |
| G      | G      | G      | G      | G      | OF    | QF    |       | SF    | M     |

## Medalhistas
| Ouro   | DEN Viktor Axelsen     |
| Prata  | THA Kunlavut Vitidsarn |
| Bronze | MAS Lee Zii Jia        |

## Resultados

### Fase de grupos
A fase de grupos foi disputada entre 27 e 31 de julho de 2024. O vencedor de cada grupo avançou para a fase final, sendo que os vencedores dos grupos A, E e P avançaram diretamente para as quartas de final e os demais para as oitavas de final.
|  | Classificados diretamente às quartas de final |
|  | Classificados às oitavas de final             |

Todas as partidas seguem o fuso horário local (UTC+2)

#### Grupo A
| Jogador           | J | V | D | SG | SP | Pts |
| ----------------- | - | - | - | -- | -- | --- |
| CHN Shi Yuqi      | 1 | 1 | 0 | 2  | 0  | 1   |
| ITA Giovanni Toti | 1 | 0 | 1 | 0  | 2  | 0   |
| SUR Sören Opti[a] | 0 | 0 | 0 | 0  | 0  | 0   |

a  Opti desistiu durante a competição.
| Data        | Hora  | Jogador 1     | Placar | Jogador 2     | Set 1 | Set 2  | Set 3 | Relatório |
| ----------- | ----- | ------------- | ------ | ------------- | ----- | ------ | ----- | --------- |
| 27 de julho | 11:00 | Shi Yuqi      | 2–0    | Sören Opti    | 21–5  | 21–7   |       | Relatório |
| 29 de julho | 10:10 | Giovanni Toti | RET    | Sören Opti    | 21–8  | 4–1ret |       | Relatório |
| 31 de julho | 10:10 | Shi Yuqi      | 2–0    | Giovanni Toti | 21–9  | 21–10  |       | Relatório |

#### Grupo C
| Jogador                | J | V | D | SG | SP | Pts |
| ---------------------- | - | - | - | -- | -- | --- |
| THA Kunlavut Vitidsarn | 1 | 1 | 0 | 2  | 0  | 1   |
| MRI Julien Paul        | 1 | 0 | 1 | 0  | 2  | 0   |
| FIN Kalle Koljonen[b]  | 0 | 0 | 0 | 0  | 0  | 0   |

b  Koljonen desistiu durante a competição.
| Data        | Hora  | Jogador 1          | Placar | Jogador 2      | Set 1 | Set 2  | Set 3 | Relatório |
| ----------- | ----- | ------------------ | ------ | -------------- | ----- | ------ | ----- | --------- |
| 27 de julho | 11:00 | Kunlavut Vitidsarn | 2–0    | Julien Paul    | 21–9  | 21–12  |       | Relatório |
| 29 de julho | 09:20 | Kalle Koljonen     | 2–0    | Julien Paul    | 21–9  | 21–10  |       | Relatório |
| 31 de julho | 10:10 | Kunlavut Vitidsarn | RET    | Kalle Koljonen | 21–4  | 8–0ret |       | Relatório |

#### Grupo D
| Jogador             | J | V | D | SG | SP | Pts |
| ------------------- | - | - | - | -- | -- | --- |
| JPN Kenta Nishimoto | 2 | 2 | 0 | 4  | 0  | 2   |
| CAN Brian Yang      | 2 | 0 | 1 | 2  | 2  | 1   |
| KAZ Dmitriy Panarin | 2 | 0 | 2 | 0  | 4  | 0   |

| Data        | Hora  | Jogador 1       | Placar | Jogador 2       | Set 1 | Set 2 | Set 3 | Relatório |
| ----------- | ----- | --------------- | ------ | --------------- | ----- | ----- | ----- | --------- |
| 28 de julho | 08:30 | Kenta Nishimoto | 2–0    | Dmitriy Panarin | 21–5  | 21–11 |       | Relatório |
| 29 de julho | 15:40 | Brian Yang      | 2–0    | Dmitriy Panarin | 21–18 | 21–10 |       | Relatório |
| 31 de julho | 14:50 | Kenta Nishimoto | 2–0    | Brian Yang      | 21–14 | 21–18 |       | Relatório |

#### Grupo E
| Jogador                       | J | V | D | SG | SP | Pts |
| ----------------------------- | - | - | - | -- | -- | --- |
| DEN Anders Antonsen           | 2 | 2 | 0 | 4  | 0  | 2   |
| AZE Ade Resky Dwicahyo        | 2 | 0 | 1 | 2  | 2  | 1   |
| AUT Collins Valentine Filimon | 2 | 0 | 2 | 0  | 4  | 0   |

| Data        | Hora  | Jogador 1          | Placar | Jogador 2                 | Set 1 | Set 2 | Set 3 | Relatório |
| ----------- | ----- | ------------------ | ------ | ------------------------- | ----- | ----- | ----- | --------- |
| 28 de julho | 19:30 | Anders Antonsen    | 2–0    | Collins Valentine Filimon | 21–10 | 21–18 |       | Relatório |
| 29 de julho | 20:20 | Ade Resky Dwicahyo | 2–0    | Collins Valentine Filimon | 21–18 | 21–11 |       | Relatório |
| 31 de julho | 16:30 | Anders Antonsen    | 2–0    | Ade Resky Dwicahyo        | 21–10 | 21–14 |       | Relatório |

#### Grupo G
| Jogador               | J | V | D | SG | SP | Pts |
| --------------------- | - | - | - | -- | -- | --- |
| MAS Lee Zii Jia       | 2 | 2 | 0 | 4  | 0  | 2   |
| ESP Pablo Abián       | 2 | 0 | 1 | 2  | 2  | 1   |
| SRI Viren Nettasinghe | 2 | 0 | 2 | 0  | 4  | 0   |

| Data        | Hora  | Jogador 1   | Placar | Jogador 2         | Set 1 | Set 2 | Set 3 | Relatório |
| ----------- | ----- | ----------- | ------ | ----------------- | ----- | ----- | ----- | --------- |
| 28 de julho | 10:10 | Lee Zii Jia | 2–0    | Viren Nettasinghe | 21–14 | 21–12 |       | Relatório |
| 30 de julho | 08:30 | Pablo Abián | 2–0    | Viren Nettasinghe | 21–9  | 21–19 |       | Relatório |
| 31 de julho | 14:50 | Lee Zii Jia | 2–0    | Pablo Abián       | 21–10 | 21–13 |       | Relatório |

#### Grupo H
| Jogador                      | J | V | D | SG | SP | Pts |
| ---------------------------- | - | - | - | -- | -- | --- |
| FRA Toma Junior Popov        | 2 | 2 | 0 | 4  | 1  | 2   |
| INA Anthony Sinisuka Ginting | 2 | 0 | 1 | 3  | 2  | 1   |
| USA Howard Shu               | 2 | 0 | 2 | 0  | 4  | 0   |

| Data        | Hora  | Jogador 1                | Placar | Jogador 2         | Set 1 | Set 2 | Set 3 | Relatório |
| ----------- | ----- | ------------------------ | ------ | ----------------- | ----- | ----- | ----- | --------- |
| 28 de julho | 14:00 | Anthony Sinisuka Ginting | 2–0    | Howard Shu        | 21–14 | 21–8  |       | Relatório |
| 30 de julho | 10:10 | Toma Junior Popov        | 2–0    | Howard Shu        | 21–11 | 21–12 |       | Relatório |
| 31 de julho | 16:30 | Anthony Sinisuka Ginting | 1–2    | Toma Junior Popov | 19–21 | 21–17 | 15–21 | Relatório |

#### Grupo I
| Jogador                | J | V | D | SG | SP | Pts |
| ---------------------- | - | - | - | -- | -- | --- |
| TPE Chou Tien-chen     | 2 | 2 | 0 | 4  | 0  | 2   |
| HKG Lee Cheuk Yiu      | 2 | 0 | 1 | 2  | 3  | 1   |
| MEX Luis Ramón Garrido | 2 | 0 | 2 | 1  | 4  | 0   |

| Data        | Hora  | Jogador 1      | Placar | Jogador 2          | Set 1 | Set 2 | Set 3 | Relatório |
| ----------- | ----- | -------------- | ------ | ------------------ | ----- | ----- | ----- | --------- |
| 28 de julho | 16:30 | Chou Tien-chen | 2–0    | Luis Ramón Garrido | 21–17 | 21–13 |       | Relatório |
| 30 de julho | 15:40 | Lee Cheuk Yiu  | 2–1    | Luis Ramón Garrido | 21–5  | 15–21 | 21–17 | Relatório |
| 31 de julho | 15:40 | Chou Tien-chen | 2–0    | Lee Cheuk Yiu      | 21–18 | 21–13 |       | Relatório |

#### Grupo J
| Jogador            | J | V | D | SG | SP | Pts |
| ------------------ | - | - | - | -- | -- | --- |
| JPN Kodai Naraoka  | 2 | 2 | 0 | 4  | 0  | 2   |
| KOR Jeon Hyeok-jin | 2 | 0 | 1 | 2  | 2  | 1   |
| BRA Ygor Coelho    | 2 | 0 | 2 | 0  | 4  | 0   |

| Data        | Hora  | Jogador 1      | Placar | Jogador 2      | Set 1 | Set 2 | Set 3 | Relatório |
| ----------- | ----- | -------------- | ------ | -------------- | ----- | ----- | ----- | --------- |
| 28 de julho | 15:40 | Kodai Naraoka  | 2–0    | Ygor Coelho    | 21–16 | 21–19 |       | Relatório |
| 30 de julho | 14:50 | Jeon Hyeok-jin | 2–0    | Ygor Coelho    | 21–12 | 21–19 |       | Relatório |
| 31 de julho | 16:30 | Kodai Naraoka  | 2–0    | Jeon Hyeok-jin | 21–10 | 21–16 |       | Relatório |

#### Grupo K
| Jogador           | J | V | D | SG | SP | Pts |
| ----------------- | - | - | - | -- | -- | --- |
| IND Prannoy H. S. | 2 | 2 | 0 | 4  | 1  | 2   |
| VIE Lê Đức Phát   | 2 | 0 | 1 | 3  | 2  | 1   |
| GER Fabian Roth   | 2 | 0 | 2 | 0  | 4  | 0   |

| Data        | Hora  | Jogador 1     | Placar | Jogador 2   | Set 1 | Set 2 | Set 3 | Relatório |
| ----------- | ----- | ------------- | ------ | ----------- | ----- | ----- | ----- | --------- |
| 28 de julho | 16:30 | Prannoy H. S. | 2–0    | Fabian Roth | 21–18 | 21–12 |       | Relatório |
| 30 de julho | 20:20 | Lê Đức Phát   | 2–0    | Fabian Roth | 21–10 | 21–10 |       | Relatório |
| 31 de julho | 19:30 | Prannoy H. S. | 2–1    | Lê Đức Phát | 16–21 | 21–11 | 21–12 | Relatório |

#### Grupo L
| Jogador              | J | V | D | SG | SP | Pts |
| -------------------- | - | - | - | -- | -- | --- |
| IND Lakshya Sen      | 2 | 2 | 0 | 4  | 0  | 2   |
| INA Jonatan Christie | 2 | 0 | 1 | 2  | 3  | 1   |
| BEL Julien Carraggi  | 2 | 0 | 2 | 1  | 4  | 0   |
| GUA Kevin Cordón[c]  | 0 | 0 | 0 | 0  | 0  | 0   |

c  Cordón desistiu durante a competição.
| Data        | Hora  | Jogador 1        | Placar | Jogador 2       | Set 1 | Set 2 | Set 3 | Relatório |
| ----------- | ----- | ---------------- | ------ | --------------- | ----- | ----- | ----- | --------- |
| 27 de julho | 15:40 | Lakshya Sen      | 2–0    | Kevin Cordón    | 21–8  | 22–20 |       | Relatório |
| 27 de julho | 16:30 | Jonatan Christie | 2–1    | Julien Carraggi | 18–21 | 21–11 | 21–16 | Relatório |
| 29 de julho | 14:00 | Lakshya Sen      | 2–0    | Julien Carraggi | 21–19 | 21–14 |       | Relatório |
| 31 de julho | 10:10 | Jonatan Christie | 0–2    | Lakshya Sen     | 18–21 | 12–21 |       | Relatório |

#### Grupo M
| Jogador           | J | V | D | SG | SP | Pts |
| ----------------- | - | - | - | -- | -- | --- |
| SGP Loh Kean Yew  | 2 | 2 | 0 | 4  | 0  | 2   |
| CZE Jan Louda     | 2 | 0 | 1 | 2  | 2  | 1   |
| ESA Uriel Canjura | 2 | 0 | 2 | 0  | 4  | 0   |

| Data        | Hora  | Jogador 1     | Placar | Jogador 2     | Set 1 | Set 2 | Set 3 | Relatório |
| ----------- | ----- | ------------- | ------ | ------------- | ----- | ----- | ----- | --------- |
| 28 de julho | 20:20 | Loh Kean Yew  | 2–0    | Jan Louda     | 21–13 | 21–10 |       | Relatório |
| 30 de julho | 19:30 | Uriel Canjura | 0–2    | Jan Louda     | 12–21 | 10–21 |       | Relatório |
| 31 de julho | 20:20 | Loh Kean Yew  | 2–0    | Uriel Canjura | 21–13 | 21–16 |       | Relatório |

#### Grupo N
| Jogador                      | J | V | D | SG | SP | Pts |
| ---------------------------- | - | - | - | -- | -- | --- |
| CHN Li Shifeng               | 2 | 2 | 0 | 4  | 0  | 2   |
| SUI Tobias Künzi             | 2 | 0 | 1 | 2  | 2  | 1   |
| NGR Anuoluwapo Juwon Opeyori | 2 | 0 | 2 | 0  | 4  | 0   |

| Data        | Hora  | Jogador 1                | Placar | Jogador 2                | Set 1 | Set 2 | Set 3 | Relatório |
| ----------- | ----- | ------------------------ | ------ | ------------------------ | ----- | ----- | ----- | --------- |
| 28 de julho | 11:00 | Li Shifeng               | 2–0    | Tobias Künzi             | 21–13 | 21–13 |       | Relatório |
| 30 de julho | 19:30 | Anuoluwapo Juwon Opeyori | 0–2    | Tobias Künzi             | 20–22 | 14–21 |       | Relatório |
| 31 de julho | 20:20 | Li Shifeng               | 2–0    | Anuoluwapo Juwon Opeyori | 21–17 | 21–17 |       | Relatório |

#### Grupo P
| Jogador             | J | V | D | SG | SP | Pts |
| ------------------- | - | - | - | -- | -- | --- |
| DEN Viktor Axelsen  | 3 | 3 | 0 | 6  | 0  | 3   |
| IRL Nhat Nguyen     | 3 | 2 | 1 | 4  | 3  | 2   |
| ISR Misha Zilberman | 3 | 1 | 2 | 3  | 4  | 1   |
| NEP Prince Dahal    | 3 | 0 | 3 | 0  | 6  | 0   |

| Data        | Hora  | Jogador 1       | Placar | Jogador 2       | Set 1 | Set 2 | Set 3 | Relatório |
| ----------- | ----- | --------------- | ------ | --------------- | ----- | ----- | ----- | --------- |
| 27 de julho | 21:10 | Nhat Nguyen     | 2–1    | Misha Zilberman | 21–17 | 19–21 | 21–13 | Relatório |
| 27 de julho | 21:10 | Viktor Axelsen  | 2–0    | Prince Dahal    | 21–8  | 21–6  |       | Relatório |
| 29 de julho | 21:10 | Nhat Nguyen     | 2–0    | Prince Dahal    | 21–7  | 21–5  |       | Relatório |
| 29 de julho | 22:00 | Viktor Axelsen  | 2–0    | Misha Zilberman | 21–9  | 21–11 |       | Relatório |
| 31 de julho | 09:20 | Misha Zilberman | 2–0    | Prince Dahal    | 21–12 | 21–10 |       | Relatório |
| 31 de julho | 09:20 | Viktor Axelsen  | 2–0    | Nhat Nguyen     | 21–13 | 21–10 |       | Relatório |

### Fase final
A fase final foi disputada em formato eliminatório direto, entre 1 e 5 de agosto de 2024, até a definição dos medalhistas.
|  | Oitavas de final       | Oitavas de final      | Oitavas de final       | Oitavas de final       |                        |                        | Quartas de final    | Quartas de final    | Quartas de final    | Quartas de final    |    |    | Semifinal | Semifinal | Semifinal | Semifinal |  |  | Final | Final | Final | Final |
|  |                        |                       |                        |                        |                        |                        |                     |                     |                     |                     |    |    |           |           |           |           |  |  |       |       |       |       |
|  |                        |                       |                        |                        |                        |                        |                     |                     |                     |                     |    |    |           |           |           |           |  |  |       |       |       |       |
|  |                        |                       |                        |                        |                        |                        |                     |                     |                     |                     |    |    |           |           |           |           |  |  |       |       |       |       |
|  |                        |                       |                        |                        |                        |                        |                     |                     |                     |                     |    |    |           |           |           |           |  |  |       |       |       |       |
|  |                        |                       |                        |                        |                        |                        |                     |                     |                     |                     |    |    |           |           |           |           |  |  |       |       |       |       |
|  |                        |                       |                        |                        |                        |                        |                     |                     |                     |                     |    |    |           |           |           |           |  |  |       |       |       |       |
|  | CHN Shi Yuqi           | CHN Shi Yuqi          | 12                     | 10                     |                        |                        |                     |                     |                     |                     |    |    |           |           |           |           |  |  |       |       |       |       |
|  | CHN Shi Yuqi           | CHN Shi Yuqi          | 12                     | 10                     |                        |                        |                     |                     |                     |                     |    |    |           |           |           |           |  |  |       |       |       |       |
|  |                        |                       | THA Kunlavut Vitidsarn | THA Kunlavut Vitidsarn | 21                     | 21                     |                     |                     |                     |                     |    |    |           |           |           |           |  |  |       |       |       |       |
|  | THA Kunlavut Vitidsarn | 16                    | THA Kunlavut Vitidsarn | THA Kunlavut Vitidsarn | 21                     | 21                     | 21                  | 21                  |                     |                     |    |    |           |           |           |           |  |  |       |       |       |       |
|  | THA Kunlavut Vitidsarn | 16                    |                        |                        |                        |                        | 21                  | 21                  |                     |                     |    |    |           |           |           |           |  |  |       |       |       |       |
|  | JPN Kenta Nishimoto    | 21                    | 14                     | 12                     |                        |                        |                     |                     |                     |                     |    |    |           |           |           |           |  |  |       |       |       |       |
|  | JPN Kenta Nishimoto    | 21                    | 14                     | 12                     | THA Kunlavut Vitidsarn | THA Kunlavut Vitidsarn | 21                  | 21                  |                     |                     |    |    |           |           |           |           |  |  |       |       |       |       |
|  |                        |                       |                        |                        | THA Kunlavut Vitidsarn | THA Kunlavut Vitidsarn | 21                  | 21                  |                     |                     |    |    |           |           |           |           |  |  |       |       |       |       |
|  |                        | MAS Lee Zii Jia       | MAS Lee Zii Jia        | 14                     | 15                     |                        |                     |                     |                     |                     |    |    |           |           |           |           |  |  |       |       |       |       |
|  |                        | MAS Lee Zii Jia       | MAS Lee Zii Jia        | 14                     | 15                     |                        |                     |                     |                     |                     |    |    |           |           |           |           |  |  |       |       |       |       |
|  |                        |                       |                        |                        |                        |                        |                     |                     |                     |                     |    |    |           |           |           |           |  |  |       |       |       |       |
|  |                        |                       |                        |                        |                        |                        |                     |                     |                     |                     |    |    |           |           |           |           |  |  |       |       |       |       |
|  | DEN Anders Antonsen    | DEN Anders Antonsen   | 17                     | 15                     |                        |                        |                     |                     |                     |                     |    |    |           |           |           |           |  |  |       |       |       |       |
|  | DEN Anders Antonsen    | DEN Anders Antonsen   | 17                     | 15                     |                        |                        |                     |                     |                     |                     |    |    |           |           |           |           |  |  |       |       |       |       |
|  |                        |                       | MAS Lee Zii Jia        | MAS Lee Zii Jia        | 21                     | 21                     |                     |                     |                     |                     |    |    |           |           |           |           |  |  |       |       |       |       |
|  | MAS Lee Zii Jia        | MAS Lee Zii Jia       | MAS Lee Zii Jia        | MAS Lee Zii Jia        | 21                     | 21                     | 21                  | 24                  |                     |                     |    |    |           |           |           |           |  |  |       |       |       |       |
|  | MAS Lee Zii Jia        | MAS Lee Zii Jia       |                        |                        |                        |                        | 21                  | 24                  |                     |                     |    |    |           |           |           |           |  |  |       |       |       |       |
|  | FRA Toma Junior Popov  | FRA Toma Junior Popov | 13                     | 22                     |                        |                        |                     |                     |                     |                     |    |    |           |           |           |           |  |  |       |       |       |       |
|  | FRA Toma Junior Popov  | FRA Toma Junior Popov | 13                     | 22                     | THA Kunlavut Vitidsarn | THA Kunlavut Vitidsarn | 11                  | 11                  |                     |                     |    |    |           |           |           |           |  |  |       |       |       |       |
|  |                        |                       |                        |                        | THA Kunlavut Vitidsarn | THA Kunlavut Vitidsarn | 11                  | 11                  |                     |                     |    |    |           |           |           |           |  |  |       |       |       |       |
|  |                        | DEN Viktor Axelsen    | DEN Viktor Axelsen     | 21                     | 21                     |                        |                     |                     |                     |                     |    |    |           |           |           |           |  |  |       |       |       |       |
|  | TPE Chou Tien-chen     | TPE Chou Tien-chen    | DEN Viktor Axelsen     | 21                     | 21                     | 21                     | 21                  |                     |                     |                     |    |    |           |           |           |           |  |  |       |       |       |       |
|  | TPE Chou Tien-chen     | TPE Chou Tien-chen    |                        |                        |                        |                        | 21                  |                     |                     |                     |    |    |           |           |           |           |  |  |       |       |       |       |
|  | JPN Kodai Naraoka      | JPN Kodai Naraoka     | 12                     | 16                     |                        |                        |                     |                     |                     |                     |    |    |           |           |           |           |  |  |       |       |       |       |
|  | JPN Kodai Naraoka      | JPN Kodai Naraoka     | 12                     | 16                     | TPE Chou Tien-chen     | 21                     | 15                  | 12                  |                     |                     |    |    |           |           |           |           |  |  |       |       |       |       |
|  |                        |                       |                        |                        | TPE Chou Tien-chen     | 21                     | 15                  | 12                  |                     |                     |    |    |           |           |           |           |  |  |       |       |       |       |
|  |                        | IND Lakshya Sen       | 19                     | 21                     | 21                     |                        |                     |                     |                     |                     |    |    |           |           |           |           |  |  |       |       |       |       |
|  | IND Prannoy H. S.      | IND Prannoy H. S.     | 19                     | 21                     | 21                     | 12                     | 6                   |                     |                     |                     |    |    |           |           |           |           |  |  |       |       |       |       |
|  | IND Prannoy H. S.      | IND Prannoy H. S.     |                        |                        |                        |                        | 6                   |                     |                     |                     |    |    |           |           |           |           |  |  |       |       |       |       |
|  | IND Lakshya Sen        | IND Lakshya Sen       | 21                     | 21                     |                        |                        |                     |                     |                     |                     |    |    |           |           |           |           |  |  |       |       |       |       |
|  | IND Lakshya Sen        | IND Lakshya Sen       | 21                     | 21                     | IND Lakshya Sen        | IND Lakshya Sen        | 20                  | 14                  |                     |                     |    |    |           |           |           |           |  |  |       |       |       |       |
|  |                        |                       |                        |                        | IND Lakshya Sen        | IND Lakshya Sen        | 20                  | 14                  |                     |                     |    |    |           |           |           |           |  |  |       |       |       |       |
|  |                        | DEN Viktor Axelsen    | DEN Viktor Axelsen     | 22                     | 21                     |                        | Disputa pelo bronze | Disputa pelo bronze | Disputa pelo bronze | Disputa pelo bronze |    |    |           |           |           |           |  |  |       |       |       |       |
|  | SGP Loh Kean Yew       | SGP Loh Kean Yew      | DEN Viktor Axelsen     | 22                     | 21                     | 23                     | Disputa pelo bronze | Disputa pelo bronze | Disputa pelo bronze | Disputa pelo bronze | 21 |    |           |           |           |           |  |  |       |       |       |       |
|  | SGP Loh Kean Yew       | SGP Loh Kean Yew      |                        |                        |                        |                        |                     |                     |                     |                     | 21 |    |           |           |           |           |  |  |       |       |       |       |
|  | CHN Li Shifeng         | CHN Li Shifeng        | 21                     | 15                     |                        |                        |                     |                     |                     |                     |    |    |           |           |           |           |  |  |       |       |       |       |
|  | CHN Li Shifeng         | CHN Li Shifeng        | 21                     | 15                     | SGP Loh Kean Yew       | SGP Loh Kean Yew       | 9                   | 17                  | MAS Lee Zii Jia     | 13                  | 21 | 21 |           |           |           |           |  |  |       |       |       |       |
|  |                        |                       |                        |                        | SGP Loh Kean Yew       | SGP Loh Kean Yew       | 9                   | 17                  | MAS Lee Zii Jia     | 13                  | 21 | 21 |           |           |           |           |  |  |       |       |       |       |
|  |                        |                       | DEN Viktor Axelsen     | DEN Viktor Axelsen     | 21                     | 21                     |                     | IND Lakshya Sen     | 21                  | 16                  | 11 |    |           |           |           |           |  |  |       |       |       |       |
|  |                        |                       | DEN Viktor Axelsen     | DEN Viktor Axelsen     | 21                     | 21                     |                     | IND Lakshya Sen     | 21                  | 16                  | 11 |    |           |           |           |           |  |  |       |       |       |       |
|  |                        |                       |                        |                        |                        |                        |                     |                     |                     |                     |    |    |           |           |           |           |  |  |       |       |       |       |
|  |                        |                       |                        |                        |                        |                        |                     |                     |                     |                     |    |    |           |           |           |           |  |  |       |       |       |       |
|  |                        |                       |                        |                        |                        |                        |                     |                     |                     |                     |    |    |           |           |           |           |  |  |       |       |       |       |